# Église Saint-Pancrace d'Aramon
Pour les articles homonymes, voir Église Saint-Pancrace.
L'église Saint-Pancrace d'Aramon est une église située à Aramon dans le département français du Gard.

## Historique
L'église est inscrite au titre des monuments historiques, depuis le 13 septembre 2007.